# Lista över vattendrag i Tyskland
Detta är en lista över vattendrag i Tyskland som är minst 200 km långa. 
| Flod            | Längd (km)   | Längd (km)       | Längd (km) | Medel- vatten- förening (m³/s) | Avrinningsområde (km²) | Avrinningsområde (km²) | Källa (plats, delstat, område)                            | Mynnar i (plats, land)          | Delstater                  | Viktiga biflöden i Tyskland                    |
| Flod            | Huvud- fåran | Längsta bifloden | I Tyskland | Medel- vatten- förening (m³/s) | Totalt                 | I Tyskland             | Källa (plats, delstat, område)                            | Mynnar i (plats, land)          | Delstater                  | Viktiga biflöden i Tyskland                    |
| --------------- | ------------ | ---------------- | ---------- | ------------------------------ | ---------------------- | ---------------------- | --------------------------------------------------------- | ------------------------------- | -------------------------- | ---------------------------------------------- |
| Donau           | 2 811        | 2 857            | 647        | 1 490                          | 795 686                | 56 113                 | Furtwangen (BW) (Schwarzwald)                             | Svarta havet (Tulcea, RO)       | BW, BY                     | Iller, Lech, Altmühl, Naab, Regen, Isar, Inn   |
| Rhen            | 1 048        | 1 233            | 865        | 2 300                          | 198 735                | 102 159                | Disentis (CH) (Alpen)                                     | Nordsjön (Rotterdam, NL)        | BY, BW, RP, HE, NW         | Neckar, Main, Lahn, Mosel, Ruhr, Lippe         |
| Elbe            | 1 094        | 1 245            | 727        | 870                            | 148 268                | 97 175                 | Spindlermühle (CZ) (Riesengebirge)                        | Nordsjön (Cuxhaven, NI/SH)      | SN, BB, ST, NI, MV, SH, HH | Schwarze Elster, Mulde, Saale, Havel           |
| Oder            | 866          | 1 045            | 179        | 574                            | 118 890                | 5 633                  | Fiedelhübel (CZ) (Sudeten)                                | Stettiner Haff (Pölitz, PL)     | BB                         | Lausitzer Neiße                                |
| Weser           | 452          | 750              | 750        | 390                            | 41 094                 | 41 094                 | Hildburghausen (TH) (Thüringer Wald)                      | Nordsjön (Bremerhaven, HB/NI)   | TH, HE, NI, NW, HB         | Aller, Hunte                                   |
| Mosel           | 545          | 549              | 242        | 320                            | 28 286                 | 9 637                  | Épinal (F) (Vogesen)                                      | Rhen (Koblenz, RP)              | SL, RP                     | Saar, Sauer, Kyll                              |
| Main            | 524          | 569              | 569        | 211                            | 27 292                 | 27 292                 | Kulmbach, (BY) (Fichtelgebirge)                           | Rhen (Mainz-Kostheim, HE)       | BY, HE, BW                 | Itz, Regnitz, Fr. Saale, Tauber, Kinzig, Nidda |
| Inn             | 517          | 522              | 218        | 738                            | 25 700                 | 8 060                  | St. Moritz (CH) (Alpen)                                   | Donau (Passau, BY)              | BY                         | Alz, Salzach, Rott, Mangfall                   |
| Saale           | 413          | 413              | 413        | 117                            | 24 079                 | 24 079                 | Hof (BY) (Fichtelgebirge)                                 | Elbe (Barby, ST)                | BY, TH, ST                 | Schwarza, Ilm, Unstrut, Weiße Elster, Bode     |
| Spree           | 382          | 382              | 382        | 36                             | 9 793                  | 9 763                  | Spreedorf, Neugersdorf, Kottmar (SN) (Lausitzer Bergland) | Havel (Berlin, BE)              | SN, BB, BE                 | Dahme                                          |
| Ems             | 371          | 371              | 371        | 125                            | 17 934                 | 17 934                 | Schloß Holte-Stukenbrock (NW) (Teutoburger Wald)          | Nordsjön (Emden, NI, NL)        | NW, NI                     | Hase, Leda, Jümme                              |
| Neckar          | 367          | 384              | 384        | 145                            | 14 000                 | 14 000                 | Villingen-Schwenningen (BW) (Schwarzwald)                 | Rhen (Mannheim, BW)             | BW, HE                     | Fils, Rems, Enz, Kocher, Jagst, Zaber          |
| Havel           | 325          | 560              | 560        | 103                            | 24 096                 | 24 096                 | Neustrelitz (MV) (Mecklenb. Seenpl.)                      | Elbe (Havelberg, ST)            | MV, BB, BE, ST             | Spree, Nuthe, Rhin, Dosse                      |
| Eger            | 316          | 316              | 38         | 3,6                            | 5 614                  | 310                    | Marktredwitz (BY) (Fichtelgebirge)                        | Elbe (Litoměřice, CZ)           | BY                         | Wondreb                                        |
| Werra           | 292          | 298              | 298        | 51,2                           | 5 496                  | 5 496                  | Hildburghausen (TH) (Thüringer Wald)                      | Weser (Hann. Münden, NI)        | TH, HE, NI                 | Ulster, Hörsel                                 |
| Isar            | 286          | 295              | 263        | 175                            | 8 370                  | 7 965                  | Scharnitz (A) Alpen                                       | Donau (Deggendorf, BY)          | BY                         | Loisach, Amper                                 |
| Mulde           | 290          | 290              | 290        | 73                             | 7 400                  | 7 017                  | Schöneck, Freiberg (SN) Erzgebirge                        | Elbe (Dessau, ST)               | SN, ST                     | Zwickauer Mulde, Freiberger Mulde, Zschopau    |
| Leine           | 281          | 281              | 281        | 61,7                           | 6 512                  | 6 512                  | Leinefelde (TH) Eichsfeld                                 | Aller (Schwarmstedt, NI)        | TH, NI                     | Rhume, Innerste                                |
| Lech            | 264          | 264              | 170        | 115                            | 3 926                  | 2 574                  | Lech (A) Alpen                                            | Donau (Marxheim, BY)            | BY                         | Vils, Halblech, Wertach                        |
| Aller           | 260          | 346              | 346        | 120                            | 15 744                 | 15 744                 | Seehausen (ST) (Magdeburger Börde)                        | Weser (Verden- Eissel, NI)      | ST, NI                     | Oker, Fuhse, Örtze, Leine, Böhme               |
| Weiße Elster    | 257          | 257              | 247        | 26                             | 5 384                  | 4 961                  | Výhledi (Aš; CZ)                                          | Saale (Halle, ST)               | SN, TH, ST                 | Pleiße, Weida                                  |
| Lausitzer Neiße | 256          | 254              | 199        | 32                             | 4 403                  | 1 411                  | Nová Ves nad Nisou (CZ) (Isergebirge)                     | Oder (Ratzdorf, BB)             | SN, BB                     | Mandau, Pließnitz                              |
| Lahn            | 246          | 250              | 250        | 52                             | 5 964                  | 5 964                  | am Lahnkopf (Lahnhof, NW) (Rothaargebirge)                | Rhen (Lahnstein, RP)            | NW, HE, RP                 | Ohm, Dill, Weil, Emsbach, Elbbach              |
| Saar            | 227          | 227              | 104        | 78,2                           | 7 431                  | 3 605                  | nahe dem Donon (Schirmeck, F) (Vogesen)                   | Mosel (Konz, RP)                | SL, RP                     | Blies, Nied, Prims, Leukbach                   |
| Salzach         | 226          | 232              | 59         | 251                            | 6 704                  | 1 171                  | am Salzachgeier (A) (Kitzbüheler Alpen)                   | Inn (Haiming, BY)               | BY                         | Saalach                                        |
| Altmühl         | 220          | 220              | 220        | 24                             | 3 257                  | 3 257                  | Rothenburg ob der Tauber (BY) (Frankenhöhe)               | Donau (Kelheim, BY)             | BY                         | Sulz, Schwarzach, Weiße Laber                  |
| Lippe           | 220          | 268              | 268        | 46                             | 4 882                  | 4 882                  | Bad Lippspringe (NW) (Eggegebirge)                        | Rhen (Wesel, NW)                | NW                         | Pader, Alme, Glenne, Seseke, Stever            |
| Ruhr            | 219          | 227              | 227        | 81,6                           | 4 485                  | 4 485                  | Ruhrkopf (Winterberg, NW) Rothaargebirge                  | Rhen (Duisburg-Ruhrort, NW)     | NW                         | Möhne, Hönne, Lenne, Volme                     |
| Fulda           | 218          | 219              | 219        | 66,9                           | 6 947                  | 6 947                  | Wasserkuppe (HE) (Rhön) (Landkreis Fulda)                 | Weser (Hann. Münden NI)         | HE, NI                     | Lüder, Haune, Eder                             |
| Elde            | 208          | 208              | 208        | 11                             | 2 990                  | 2 990                  | Darze (MV) (Mecklenburgische Seenplatte)                  | Elbe (Dömitz, MV)               | MV                         | Störkanal                                      |
| Kocher          | 168          | 201              | 201        | 22,5                           | 1 961                  | 1 961                  | Oberkochen (BW) (Schwäbische Alb)                         | Neckar (Bad Friedrichshall, BW) | BW                         | Lein, Rot, Bühler, Brettach                    |

Legend (i alfabetisk ordning):
För Tysklands förbundsländer används (i enlighet med ISO 3166-2:DE) följande förkortningar:
| - BW = Baden-Württemberg - BY = Bayern - BE = Berlin - BB = Brandenburg - HB = Bremen - HH = Hamburg | - HE = Hessen - MV = Mecklenburg-Vorpommern - NI = Niedersachsen - NW = Nordrhein-Westfalen - RP = Rheinland-Pfalz - SL = Saarland | - SN = Sachsen - ST = Sachsen-Anhalt - SH = Schleswig-Holstein - TH = Thüringen |

För länder används deras Nationalitetsmärke:
| - F = Frankrike - NL = Nederländerna - A = Österrike | - PL = Polen - RO = Rumänien | - CH = Schweiz - CZ = Tjeckien |